# Могильний Богдан Геннадійович
Могильний Богдан Геннадійович -  — український футболіст, нападник МФК «Металург» (Запоріжжя).